# Pat Garrett
Pat Floyd Garrett (5. června 1850, Chambers County, Alabama – 28. února 1908 u Las Cruces, Nové Mexiko) byl americký šerif v Lincoln County ve státě Nové Mexiko.
Pat Garett ve funkci šerifa zastřelil 14. července 1881 Henryho McCartyho známého jako Billy the Kid (také pod jménem William Bonney nebo Henry Antrim).

## Život
Patrick Floyd Garrett se narodil v Chambers County v Alabamě (blízko města Cusseta). Vyrůstal na prosperující farmě s plantážemi u Haynesville v Louisianě, u hranic s Arkansasem. Domov opustil v roce 1869 a začal pracovat jako kovboj v Dallas County v Texasu.
V roce 1875 odešel a stal se lovcem bizonů. O tři roky později zastřelil svého společníka, který jej po neshodách ohledně bizoních kůží napadl sekerou.
Garrett se v roce 1879 usadil v Novém Mexiku, kde opět pracoval jako kovboj, poté si otevřel vlastní saloon. Místními obyvateli byl pro svou výšku přezdíván „Juan Largo“ nebo „Long John“. Ve svém baru se seznámil s o devět let mladším McCartym a oba se spřátelili. Garett se v tomtéž roce oženil s Juanitou Gutierrez. Ta však brzy zemřela a tak se o rok později oženil s její sestrou jménem Apolonaria. Společně měli devět dětí. V roce 1880 byl jmenován šerifem Lincoln County.
Zemřel v roce 1908. Pochován byl v Las Cruces.